# 羽林軍二
羽林軍二（寶瓶座35，35 Aquarii，縮寫為35 Aqr）是在天球赤道星座寶瓶座內的一顆恆星；它的西洋譯名寶瓶座35是依據佛氏命名法而來的。它的視星等為5.80等，與太陽的距離大約714秒差距（2,330光年）。它是顆藍巨星，光譜為B2III，是已經離開主序帶的大質量恆星。